# Врубівка
Вру́бівка — селище у Попаснянській міській громаді Сіверськодонецького району Луганської області.

## Історія
Врубівка заснована в 1948 році, статус селища міського типу — з 1963 року. 
Наприкінці 1960-х років у Врубівці проживало 1488 осіб. Тоді ж тут діяв радгосп «Врубовка» із загальною площею орної землі 7900 га. Радгосп було засновано 1922 року під назвою «Угольщик». У Врубівці також діяли восьмирічна школа, клуб, бібліотека.
На території селищної ради були знайдені кочівницькі кам'яні баби.

### Російсько-українська війна
Під час війни на сході України Врубівка потрапила до зони бойових дій, неодноразово зазнавала обстрілів зі сторони російських окупаційних військ.
17 лютого 2022 року були обстріляні вулиці Центральна, Первомайська, Юбілейна, а також двір ліцею.

## Населення
За даними перепису 2001 року населення селища становило 1161 особу, з них 85,53% зазначили рідною українську мову, 13,95% — російську, а 0,52% — іншу.